# Итакура, Ко
Ко Итакура (яп. 板倉 滉; род. 27 января 1997, Иокогама) — японский футболист, защитник нидерландского клуба «Аякс» и сборной Японии.

## Карьера

### Клубная
Итакура начинал карьеру в клубе «Кавасаки Фронтале», за который болел с детства. Пройдя через все команды в академии, в 2015 году Итакура вместе с Кодзи Миёси стал членом основной команды «Кавасаки Фронтале». В том же году Ко провёл в аренде две игры в Третьем дивизионе за молодёжную сборную Джей-лиги, созданную для подготовки к Олимпийским играм 2016 года. Сезон 2018 года Итакура провёл в аренде за клуб «Вегалта Сэндай».
В январе 2019 года Итакура перешёл в клуб АПЛ «Манчестер Сити», после чего сразу отправился в аренду в нидерландский клуб «Гронинген». В июле 2020 года аренда была продлена до лета 2021 года. Всего за «Гронинген» Итакура сыграл в 59 официальных матчах.
В августе 2021 года Итакура отправился в аренду с правом выкупа в немецкий клуб «Шальке 04». В сезоне 2021/22 он провёл 32 официальных матча и помог клубу выиграть Вторую Бундеслигу. Обеспечив возвращение в Бундеслигу, «Шальке» объявил, что не будет выкупать Итакуру по финансовым причинам.
В июле 2022 года Итакура перешёл в мёнхенгладбахскую «Боруссию», подписав контракт до 2026 года.
8 августа 2025 года перешёл в амстердамский «Аякс», подписав четырёхлетний контракт до середины 2029 года с опцией продления ещё на один сезон. Итакура стал первым японским футболистом в истории «Аякса». 17 августа дебютировал в гостевом матче Эредивизи против «Гоу Эхед Иглза» (2:2), выйдя в стартовом составе.

### Международная
В составе юношеской сборной Итакура выиграл чемпионат Азии в 2016 году. В 2018 году он сыграл пять матчей на Азиатских играх, где японцы завоевали серебряные медали.
В 2019 году Итакура был вызван в сборную Японии на Кубок Америки, где 20 июня дебютировал в матче против сборной Уругвая (2:2). В 2021 году Итакура сыграл во всех шести матчах на Олимпийских играх, где сборная Японии заняла четвёртое место.
В ноябре 2022 года Итакура попал в окончательную заявку сборной Японии на чемпионат мира в Катаре. 23 ноября он дебютировал на чемпионате мира в матче против сборной Германии (2:1), отдав голевую передачу на Такуму Асано.
Был включён в состав сборной на Кубок Азии 2023 в Катаре.

## Достижения
«Кавасаки Фронтале»
- Чемпион Японии: 2017

«Шальке 04»
- Победитель Второй Бундеслиги: 2021/22

Сборная Японии
- Чемпион Азии (до 19 лет): 2016
- Серебряный призёр Азиатских игр: 2018